# شریف جابر
شریف جابر (عربی: شريف جابر عبد العظيم بكر، آوانگاری: Šarīf Ǧābir ʿAbd al-ʿAẓīm Bakr؛ زادهٔ ح. ۱۹۹۳) یوتیوبر، کنشگری اهل مصر است.